# Lijst van rivieren in Hawaï
Dit is een lijst van rivieren en beekjes in Hawaï.
- 'Ohe'o Gulch Stream – O'ahu
- Anahulu River – Oahu
- Halawa Stream – Molokai
- Hanakapiai Stream – Kauai
- Hanakoa Stream – Kauai
- Hanalei River – Kauai
- Hanawi Stream – Maui
- Honolewa Stream – Hawaï
- Honolii Stream – Hawaï
- Honomu Stream – Hawaï
- Kaawalii Stream – Hawaï
- Kahakuloa Stream – Maui
- Kahana Stream – Oahu
- Kaiwilahilahi Stream – Hawaï
- Kalalau Stream – Kauai
- Kalihiwai River – Kauai
- Kaluanui Stream – Oahu
- Kapehu Stream - Hawaï
- Kapia Stream – Maui
- Kawainui Stream – Molokai
- Koaie Stream – Kauai
- Kolekole Stream – Hawaï
- Koloa Gulch – Oahu
- Limahuli Stream – Kauai
- Lumahai River – Kauai
- Manoloa Stream – Hawaï
- Ninole Stream – Hawaï
- Nualolo Aina Stream – Kauai
- Opea Stream – Hawaï
- Paheehee Stream - Maui
- Paukauila Stream – Oahu
- Pelekunu Stream – Maui
- Waialae Stream – Hawaï
- Waikolu Stream – Molokai
- Wailau Stream – Maui
- Wailua River – Kaui
- Wailuku River – Hawaï (langste in de staat)
- Waimanu Stream – Hawaï
- Waimea River – Kaua'i

Alabama · Alaska · Arizona · Arkansas ·  Californië · Colorado · Connecticut · Delaware · Florida · Georgia · Hawaï · Idaho ·  Illinois · Indiana · Iowa · Kansas · Kentucky · Louisiana · Maine · Maryland · Massachusetts · Michigan · Minnesota · Mississippi · Missouri · Montana · Nebraska · Nevada · New Hampshire · New Jersey · New Mexico · New York ·  North Carolina · North Dakota · Ohio · Oklahoma · Oregon · Pennsylvania · Rhode Island · South Carolina · South Dakota · Tennessee · Texas · Utah · Vermont · Virginia · Washington (staat) · Washington D.C. · West Virginia · Wisconsin · Wyoming